# Jozo Grbeš
Fra Jozo Grbeš (Rama, 17. ožujka 1966.) hrvatski je franjevac i teolog.

## Životopis
Jozo Grbeš rođen je u Rami, a kao dijete odlazi u Požegu, gdje je završio osnovnu i srednju školu. U franjevački red stupio je 1986. godine na Humcu. Filozofiju i teologiju studirao je u Sarajevu, Canterburyju i Londonu. Nakon studija odlazi u Sjedinjene Američke Države. Za svećenika je zaređen 7. veljače  1993. godine u hrvatskoj župi Sv. Ćirila i Metoda u New Yorku, u kojoj nastavlja pastoralno djelovati. Na njujorškom St. John’s Unversity magistrirao je teologiju. Godine 1996. poslan je na službu u hrvatsku župu sv. Jeronima u Chicagu. Nastavlja poslijediplomski studij, te na Catholic Theological Union u Chicagu doktorira iz pastoralne teologije.
Od 2001. godine bio je župnik Župe sv. Jeronima u Chicagu, a 2012. postaje kustos Hrvatske franjevačke kustodije Svete Obitelji. Godine 2022. izabran je za provincijala Hercegovačke franjevačke provincije Uznesenja Blažene Djevice Marije.

## Djela
Nepotpun popis
- Stoljeće vjernosti (2000., suautor) [3]
- Čikaške humanitarke desetljeća (2010.), članak [4]
- Dijaspora : stanje i problemi : kratki pogled iz Amerike (2014.), članak [5]

## Vanjske poveznice
Mrežna mjesta
- Jozo Grbeš, tekstovi Joze Grbeša na portalu mojahrvatska.vecernji.hr